# Grand Prix Austrii 1977
Grand Prix Austrii 1977 (oryg. Gröbel Möbel Grosser Preis von Österreich) – 12. runda Mistrzostw Świata Formuły 1 w sezonie 1977, która odbyła się 14 sierpnia 1977, po raz ósmy na torze Österreichring.
15. Grand Prix Austrii, dziewiąte zaliczane do Mistrzostw Świata Formuły 1.

## Opis
Przed Grand Prix przebudowano nieco tor – szybki zakręt Vöst-Hügel Kurve zastąpiono wolną szykaną Hella Licht. Miało to związek ze śmiercią Marka Donohue podczas rozgrzewki do wyścigu w 1975 roku. Wstawienie tej szykany wydłużyło tor do 5942 metrów.
Przed wyścigiem w zespole Shadow Arturo Merzario zastąpił Riccardo Patrese, a zespół Hesketh zatrudnił w charakterze kierowcy Iana Ashleya.
Pole position do wyścigu zdobył "lokalny" kierowca, Niki Lauda. Za nim startowali James Hunt, Mario Andretti i Hans-Joachim Stuck. Kolega zespołowy Laudy, John Watson, startował z 12 pozycji.
Wyścig rozpoczął się na mokrym torze, ale większość kierowców startowała do niego na slickach w nadziei, że tor szybko wyschnie. Jednakże przewagę zyskali kierowcy jadący na oponach przeznaczonych na mokrą nawierzchnię, i tak Arturo Merzario, startując z 21 pozycji, szybko znalazł się na szóstym miejscu. Prowadził Andretti przed Nilssonem. Lauda popełnił błąd na jednym z zakrętów, i spadł na 10. miejsce.
Tor zaczął jednak przesychać, i kierowcy jadący na "mokrych" oponach (m.in. Nilsson oraz Merzario) musieli je wymienić na slicki, tracąc przez to wiele pozycji. Na 11 okrążeniu Andrettiemu zepsuł się silnik. Na prowadzenie wysunął się więc Hunt. Na drugiej pozycji jechał Stuck, a na trzeciej niespodziewanie Jones.
Jones wyprzedził Stucka i postarał się zaatakować Hunta. Na 22 okrążeniu został liderem. Nilsson natomiast stopniowo odzyskiwał pozycje, ale na 38 okrążeniu musiał wycofać się z wyścigu z powodu awarii silnika. Ten sam defekt spotkał Hunta 5 okrążeń później.
Wyścig wygrał Alan Jones. Było to jego pierwsze zwycięstwo, podobnie jak pierwsze i jedyne zwycięstwo zespołu Shadow. Zwycięstwo to było tak niespodziewane, że organizatorzy nie przygotowali kopii hymnu Australii dla zwycięzcy; zamiast tego na podium Jones wysłuchał "Happy Birthday".

## Lista startowa
| Nr | Kierowca           | Zespół                          | Samochód      | Silnik             | Opony |
| -- | ------------------ | ------------------------------- | ------------- | ------------------ | ----- |
| 1  | James Hunt         | Marlboro Team McLaren           | McLaren M26   | Ford DFV 3.0 V8    | G     |
| 2  | Jochen Mass        | Marlboro Team McLaren           | McLaren M26   | Ford DFV 3.0 V8    | G     |
| 3  | Ronnie Peterson    | Elf Team Tyrrell                | Tyrrell P34   | Ford DFV 3.0 V8    | G     |
| 4  | Patrick Depailler  | Elf Team Tyrrell                | Tyrrell P34   | Ford DFV 3.0 V8    | G     |
| 5  | Mario Andretti     | John Player Team Lotus          | Lotus 78      | Ford DFV 3.0 V8    | G     |
| 6  | Gunnar Nilsson     | John Player Team Lotus          | Lotus 78      | Ford DFV 3.0 V8    | G     |
| 7  | John Watson        | Martini Racing                  | Brabham BT45  | Alfa Romeo 3.0 B12 | G     |
| 8  | Hans-Joachim Stuck | Martini Racing                  | Brabham BT45  | Alfa Romeo 3.0 B12 | G     |
| 9  | Alex Ribeiro       | Hollywood March Racing          | March 761B    | Ford DFV 3.0 V8    | G     |
| 10 | Ian Scheckter      | Hollywood March Racing          | March 761B    | Ford DFV 3.0 V8    | G     |
| 11 | Niki Lauda         | Scuderia Ferrari                | Ferrari 312T2 | Ferrari 3.0 B12    | G     |
| 12 | Carlos Reutemann   | Scuderia Ferrari                | Ferrari 312T2 | Ferrari 3.0 B12    | G     |
| 16 | Arturo Merzario    | Shadow Racing                   | Shadow DN8    | Ford DFV 3.0 V8    | G     |
| 17 | Alan Jones         | Shadow Racing                   | Shadow DN8    | Ford DFV 3.0 V8    | G     |
| 18 | Vern Schuppan      | Team Surtees                    | Surtees TS19  | Ford DFV 3.0 V8    | G     |
| 19 | Vittorio Brambilla | Team Surtees                    | Surtees TS19  | Ford DFV 3.0 V8    | G     |
| 20 | Jody Scheckter     | Walter Wolf Racing              | Wolf WR3      | Ford DFV 3.0 V8    | G     |
| 22 | Clay Regazzoni     | Team Tissot Ensign              | Ensign N177   | Ford DFV 3.0 V8    | G     |
| 23 | Patrick Tambay     | Team Tissot Ensign              | Ensign N177   | Ford DFV 3.0 V8    | G     |
| 24 | Rupert Keegan      | Penthouse Rizla Racing          | Hesketh 308E  | Ford DFV 3.0 V8    | G     |
| 25 | Héctor Rebaque     | Penthouse Rizla Racing          | Hesketh 308E  | Ford DFV 3.0 V8    | G     |
| 26 | Jacques Laffite    | Ligier Gitanes                  | Ligier JS7    | Matra 3.0 V12      | G     |
| 27 | Patrick Nève       | Williams Grand Prix Engineering | March 761     | Ford DFV 3.0 V8    | G     |
| 28 | Emerson Fittipaldi | Copersucar-Fittipaldi           | Fittipaldi F5 | Ford DFV 3.0 V8    | G     |
| 30 | Brett Lunger       | Chesterfield Racing             | McLaren M23   | Ford DFV 3.0 V8    | G     |
| 33 | Hans Binder        | ATS Racing Team                 | Penske PC4    | Ford DFV 3.0 V8    | G     |
| 34 | Jean-Pierre Jarier | ATS Racing Team                 | Penske PC4    | Ford DFV 3.0 V8    | G     |
| 36 | Emilio de Villota  | Iberia Airlines                 | McLaren M23   | Ford DFV 3.0 V8    | G     |
| 38 | Brian Henton       | British Formula 1 Racing        | March 761B    | Ford DFV 3.0 V8    | G     |
| 39 | Ian Ashley         | Hesketh Racing                  | Hesketh 308E  | Ford DFV 3.0 V8    | G     |
| Nr | Kierowca           | Zespół                          | Samochód      | Silnik             | Opony |

## Wyniki

### Kwalifikacje
| P                       | Nr | Kierowca           | Konstruktor(-silnik) | Opony | Czas     | Odstęp   | Strata   |
| ----------------------- | -- | ------------------ | -------------------- | ----- | -------- | -------- | -------- |
| 1                       | 11 | Niki Lauda         | Ferrari              | G     | 1:39,320 | -        | -        |
| 2                       | 1  | James Hunt         | McLaren-Ford         | G     | 1:39,450 | 0:00,130 | 0:00,130 |
| 3                       | 5  | Mario Andretti     | Lotus-Ford           | G     | 1:39,740 | 0:00,290 | 0:00,420 |
| 4                       | 8  | Hans-Joachim Stuck | Brabham-Alfa Romeo   | G     | 1:39,970 | 0:00,230 | 0:00,650 |
| 5                       | 12 | Carlos Reutemann   | Ferrari              | G     | 1:40,120 | 0:00,150 | 0:00,800 |
| 6                       | 26 | Jacques Laffite    | Ligier-Matra         | G     | 1:40,220 | 0:00,100 | 0:00,900 |
| 7                       | 23 | Patrick Tambay     | Ensign-Ford          | G     | 1:40,290 | 0:00,070 | 0:00,970 |
| 8                       | 20 | Jody Scheckter     | Wolf-Ford            | G     | 1:40,400 | 0:00,110 | 0:01,080 |
| 9                       | 2  | Jochen Mass        | McLaren-Ford         | G     | 1:40,440 | 0:00,040 | 0:01,120 |
| 10                      | 4  | Patrick Depailler  | Tyrrell-Ford         | G     | 1:40,620 | 0:00,180 | 0:01,300 |
| 11                      | 22 | Clay Regazzoni     | Ensign-Ford          | G     | 1:40,740 | 0:00,120 | 0:01,420 |
| 12                      | 7  | John Watson        | Brabham-Alfa Romeo   | G     | 1:40,920 | 0:00,180 | 0:01,600 |
| 13                      | 19 | Vittorio Brambilla | Surtees-Ford         | G     | 1:40,930 | 0:00,010 | 0:01,610 |
| 14                      | 17 | Alan Jones         | Shadow-Ford          | G     | 1:41,000 | 0:00,070 | 0:01,680 |
| 15                      | 3  | Ronnie Peterson    | Tyrrell-Ford         | G     | 1:41,130 | 0:00,130 | 0:01,810 |
| 16                      | 6  | Gunnar Nilsson     | Lotus-Ford           | G     | 1:41,240 | 0:00,110 | 0:01,920 |
| 17                      | 30 | Brett Lunger       | McLaren-Ford         | G     | 1:41,400 | 0:00,160 | 0:02,080 |
| 18                      | 34 | Jean-Pierre Jarier | Penske-Ford          | G     | 1:41,700 | 0:00,300 | 0:02,380 |
| 19                      | 34 | Hans Binder        | Penske-Ford          | G     | 1:41,710 | 0:00,310 | 0:02,390 |
| 20                      | 24 | Rupert Keegan      | Hesketh-Ford         | G     | 1:41,920 | 0:00,210 | 0:02,600 |
| 21                      | 16 | Arturo Merzario    | Shadow-Ford          | G     | 1:41,920 | 0:00,000 | 0:02,600 |
| 22                      | 27 | Patrick Nève       | March-Ford           | G     | 1:41,960 | 0:00,040 | 0:02,640 |
| 23                      | 28 | Emerson Fittipaldi | Fittipaldi-Ford      | G     | 1:42,150 | 0:00,190 | 0:02,830 |
| 24                      | 10 | Ian Scheckter      | March-Ford           | G     | 1:42,220 | 0:00,070 | 0:02,900 |
| 25                      | 18 | Vern Schuppan      | Surtees-Ford         | G     | 1:42,310 | 0:00,090 | 0:02,990 |
| 26                      | 36 | Emilio de Villota  | McLaren-Ford         | G     | 1:42,380 | 0:00,070 | 0:03,060 |
| Nie zakwalifikowali się |    |                    |                      |       |          |          |          |
| 27                      | 38 | Brian Henton       | March-Ford           | G     | 1:42,430 | 0:00,050 | 0:03,110 |
| 28                      | 39 | Ian Ashley         | Hesketh-Ford         | G     | 1:42,520 | 0:00,090 | 0:03,200 |
| 29                      | 25 | Héctor Rebaque     | Hesketh-Ford         | G     | 1:42,750 | 0:00,230 | 0:03,430 |
| 30                      | 9  | Alex Ribeiro       | March-Ford           | G     | 1:43,030 | 0:00,280 | 0:03,710 |
| P                       | Nr | Kierowca           | Konstruktor(-silnik) | Opony | Czas     | Odstęp   | Strata   |

### Wyścig
| P                 | Nr | Kierowca | Konstruktor        | Opony                  | Okr. | Czas / Strata | Komentarz              |                 |
| ----------------- | -- | -------- | ------------------ | ---------------------- | ---- | ------------- | ---------------------- | --------------- |
| 1                 |    | 17       | Alan Jones         | Shadow-Ford            | G    | 54            | 1h37m16s490            |                 |
| 2                 |    | 11       | Niki Lauda         | Ferrari                | G    | 54            | 1h37m36s620(+0:20,130) |                 |
| 3                 |    | 8        | Hans-Joachim Stuck | Brabham-Alfa Romeo     | G    | 54            | 1h37m50s990(+0:34,500) |                 |
| 4                 |    | 12       | Carlos Reutemann   | Ferrari                | G    | 54            | 1h37m51s240(+0:34,750) |                 |
| 5                 |    | 3        | Ronnie Peterson    | Tyrrell-Ford           | G    | 54            | 1h38m18s580(+1:02,090) |                 |
| 6                 |    | 2        | Jochen Mass        | McLaren-Ford           | G    | 53            | - 1 okr.               |                 |
| 7                 |    | 24       | Rupert Keegan      | Hesketh-Ford           | G    | 53            | - 1 okr.               |                 |
| 8                 |    | 7        | John Watson        | Brabham-Alfa Romeo     | G    | 53            | - 1 okr.               |                 |
| 9                 |    | 27       | Patrick Nève       | March-Ford             | G    | 53            | - 1 okr.               |                 |
| 10                |    | 30       | Brett Lunger       | McLaren-Ford           | G    | 53            | - 1 okr.               |                 |
| 11                |    | 28       | Emerson Fittipaldi | Fittipaldi-Ford        | G    | 53            | - 1 okr.               |                 |
| 12                |    | 33       | Hans Binder        | Penske-Ford            | G    | 53            | - 1 okr.               |                 |
| 13                |    | 4        | Patrick Depailler  | Tyrrell-Ford           | G    | 53            | - 1 okr.               |                 |
| 14                |    | 34       | Jean-Pierre Jarier | Penske-Ford            | G    | 52            | - 2 okr.               |                 |
| 15                |    | 19       | Vittorio Brambilla | Surtees-Ford           | G    | 52            | - 2 okr.               |                 |
| 16                |    | 18       | Vern Schuppan      | Surtees-Ford           | G    | 52            | - 2 okr.               |                 |
| 17                |    | 36       | Emilio de Villota  | McLaren-Ford           | G    | 50            | - 4 okr.               | wypadek         |
| Niesklasyfikowani |    |          |                    |                        |      |               |                        |                 |
|                   |    | 20       | Jody Scheckter     | Wolf-Ford              | G    | 45            | - 9 okr.               | poślizg         |
|                   |    | 1        | James Hunt         | McLaren-Ford           | G    | 43            | - 11 okr.              | silnik          |
|                   |    | 23       | Patrick Tambay     | Ensign-Ford            | G    | 41            | - 13 okr.              | silnik          |
|                   |    | 6        | Gunnar Nilsson     | Lotus-Ford             | G    | 38            | - 16 okr.              | silnik          |
|                   |    | 16       | Arturo Merzario    | Shadow-Ford            | G    | 29            | - 25 okr.              | skrzynia biegów |
|                   |    | 26       | Jacques Laffite    | Ligier-Matra           | G    | 21            | - 33 okr.              | wycieki oleju   |
|                   |    | 5        | Mario Andretti     | Lotus-Ford             | G    | 11            | - 43 okr.              | silnik          |
|                   |    | 10       | Ian Scheckter      | March Engineering-Ford | G    | 2             | - 52 okr.              | wypadek         |
|                   |    | 22       | Clay Regazzoni     | Ensign-Ford            | G    | 0             | - 54 okr.              | wypadek         |
| P                 | Nr | Kierowca | Konstruktor        | Opony                  | Okr. | Czas / Strata | Komentarz              |                 |

### Najszybsze okrążenie
| Nr | Kierowca    | Konstruktor        | Opony | Czas     | Okr. |
| -- | ----------- | ------------------ | ----- | -------- | ---- |
| 7  | John Watson | Brabham-Alfa Romeo | G     | 1:40,960 | 52   |